# 云南四须鲃
云南四须鲃（学名：Barbodes huangchuchieni）为鲤科四须鲃属的鱼类。分布于中国澜沧江、元江水系等。

## 亚种
- 云南四须鲃指名亚种（学名：Barbodes huangchuchieni huangchuchieni），Tchang于1962年命名。该物种的模式产地在西双版纳的勐腊。[3]